# 羅文錦
羅文錦爵士，CBE，JP（Sir Man Kam Lo，1893年—1959年3月7日），於廣東番禺出生，乃香港四大家族之一羅文錦家族的主要成員，其家族與利希慎、何東、高可寧家族齊名。羅文錦是亞洲足協創辦人之一兼首任會長，亦是前市政局、行政局、立法局議員。

## 生平
羅文錦於1893年在廣東番禺出生，是香港開埠初期富商羅長肇的長子。母親為清廷駐朝鮮欽差協理施炳光（Andrew Zimmern）之姊施湘卿。
他早年就讀香港一所私立小學，13歲到英國留學，主修法律，畢業於1915年，並在英國取得律師資格。之後返回香港，成為第一個獲准執業的本地華裔血統的律師，於1916年與弟弟羅文惠合作，成立羅文錦律師樓。
1921年，獲委任為太平紳士。1929年至1930年期間，擔任東華醫院主席。1935年，成為立法局非官守議員。
1941年12月，日軍攻佔香港後，羅文錦曾遭日軍單獨囚禁，企圖逼使他參加由日軍主持的立法局。
1946年，獲委任為行政局成員。後來，羅文錦成為首席華人非官守議員，並獲英女王頒授CBE勳銜。
1959年3月7日因心臟病逝世，終年65歲。
羅文錦妻子是何東長女何錦姿（Victoria Hotung），二人婚後育有2子4女，其中一子及長女早夭，幼子是香港回歸前親中紅人羅德丞。

## 成功商人
除了成立律師樓外，羅文錦在商場上亦長袖善舞，曾先後擔任中華電力公司、香港大酒店、省港澳輪船公司等香港多間大公司的董事。

## 熱心足運
羅文錦熱心足球運動，曾擔任香港足球總會會長，並於1954年與阿富汗、緬甸、中華民國、印度、印尼、日本、南韓、巴基斯坦、菲律賓、新加坡及越南等國足總一同創立亞洲足協，並擔任首屆會長。

## 曾任公職
- 1935年立法局議員
- 亞洲足協創會會長
- 香港足球總會會長
- 香港大學校董及參事
- 華商總會顧問
- 東華醫院主席
- 保良局永遠議員
- 香港中華業餘體育協會主席

## 公司董事
- 中華電力公司
- 香港大酒店
- 省港澳輪船公司

## 外部連結
- 羅文錦律師樓簡介
- 羅文錦個人簡介[永久]